# Javier Guzmán
Javier Guzmán Colin (El Higo, Veracruz, 9 de enero de 1945 - Ciudad de México, 14 de agosto de 2014), conocido como Kalimán, fue un futbolista mexicano que se desempeñó como defensa central.
Inició su carrera con el equipo de Tampico en 1962, con quienes perdería la categoría en la 1962-63. En 1964 es transferido al recién ascendido Cruz Azul, formando parte de sus filiales durante sus primeros años. En la temporada 1968-69 es prestado a Universidad Nacional, donde se consolidaría como uno de los mejores defensores mexicanos de su tiempo. A su regreso con Cruz Azul, formó un triángulo defensivo legendario junto al argentino Miguel Marín y el chileno Alberto Quintano, siendo partícipe del tricampeonato de liga a principios de los años 1970. 
Poseedor de un envidiable golpeo de balón a media distancia, sobre todo al cobrar los tiros libres, y una gran habilidad de marcaje, estuvo con el equipo un total de 13 temporadas, en las que obtuvo 4 Ligas, un Campeón de Campeones y 3 Copa de Campeones, con lo que es recordado como una de las máximas figuras históricas del club. 
Su gran nivel lo llevó a disputar con México el mundial en casa en 1970, donde jugó los 4 partidos hasta la eliminación del combinado en los cuartos de final a manos de Italia. Con el seleccionado se consagró campeón del Campeonato de Naciones en 1977, donde anotaría sus únicos dos goles como internacional ante Canadá el 22 de octubre de 1977.

## Carrera deportiva

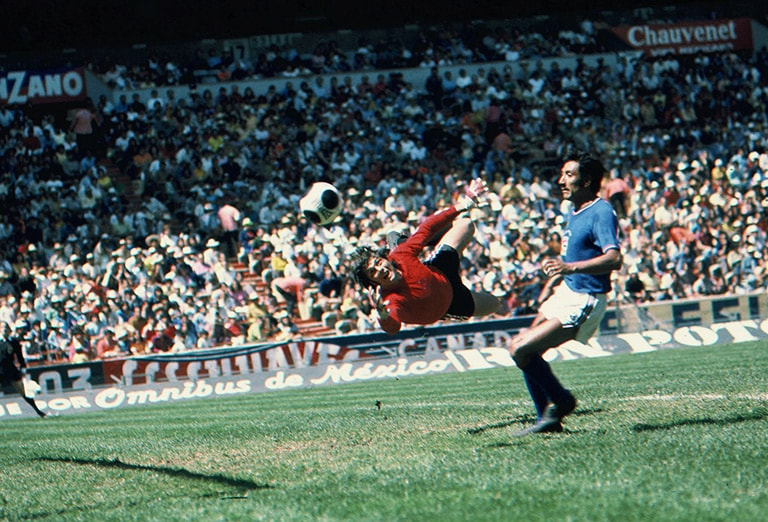
Guzmán junto a Miguel Marín en la temporada 1972-73.

Nacido en el humilde pueblo veracruzano de El Higo, desde niño, mostró habilidades para los deportes, jugando fútbol, basquetbol y voleibol. Destacó de manera importante en la fuerte Liga Regional Veracruzana, saliendo pentacampeón con el Club Deportivo Higo, lo cual le sirvió de proyección para que el entonces entrenador de Tampico, el peruano Grimaldo González, pusiera sus ojos en él y lo debutara con el equipo de primera división apenas a los 17 años de edad.
El cuadro tamaulipeco descendió en la temporada 1962-63 y, una vez en segunda, se enfrentó al Cruz Azul, anotándoles dos goles en los dos juegos de la temporada regular. Esto despertó el interés de Guillermo Álvarez Macías, presidente del equipo hidalguense, quien decidió llevarlo a sus filas una vez conseguido el ascenso. A su llegada con el equipo celeste, permaneció en las filiales durante sus primeros años y se fue cedido en la temporada 1968-69 a Universidad Nacional. 
Con su llegada al equipo felino, tras una lesión de Miguel Mejía Barón, Guzmán se adueñó del puesto titular. El 18 de agosto de 1968, en la derrota 2-0 en contra de Veracruz, Guzmán tuvo extraordinaria actuación salvando tres pelotas de gol in extremis en pocos segundos, evitando una goleada. Logró sacar el balón casi de su meta al barrerse con enjundia, se paró de inmediato y ante el contrarremate, nuevamente evitó que su portería cayera. En una tercera intervención, sacó el balón del terreno de juego. Al término del partido, Juanito Armenta, compañero de equipo, emocionado le dijo «eres como Kalimán, único e invencible». Javier no gustaba mucho del sobrenombre, pero el mítico cronista deportivo de la época Ángel Fernández Rugama, pareciéndole apropiado el apodo, hizo famoso el mismo en sus crónicas de radio y televisión.
Retorna a Cruz Azul como un jugador más maduro y consolidado en 1969. No asumió de inmediato la titularidad, dado que tenía por delante a dos grandes figuras: Jesús del Muro y Gustavo Peña, ambos elementos de selección nacional y el primero con tres mundiales jugados, pero conforme avanzó la temporada fue ganándose el puesto en el cuadro titular. 
Su nivel lo llevó a ser convocado para la Copa Mundial de 1970, con lo que se perdía la primera mitad del torneo México 1970 junto a varios de sus compañeros de equipo, incluido su entrenador Raúl Cárdenas, volviendo hasta la segunda mitad, donde se consagrarían campeones de liga por segunda ocasión en la historia del equipo. En 1971, con la llegada al equipo del chileno Alberto Quintano, formaron una pareja de centrales de época que, junto al legendario guardameta Miguel Marín; fueron pilares para la obtención del tricampeonato de liga a principios de los setenta.
Disputó su último partido con el Cruz Azul el 26 de junio de 1977, a los 32 años de edad, cuando aún era poseedor de un alto nivel futbolístico.
En 1978 pasó a formar parte de los Tiburones Rojos de Veracruz, de cara a la temporada 1978-79, cuando empezaba a tener lesiones originadas por la diabetes que padecía, con la condición de jugar un solo año y despedirse de las canchas, en plenitud de facultades, luego de 17 años de carrera. En 2009, Guzmán recibió un emotivo homenaje en Cruz Azul, Hidalgo, junto al también finado Ignacio Flores Ocaranza, y Alberto Quintano.

## Selección nacional
Participó en la Copa Mundial de 1970, jugando como titular los cuatro partidos que disputó México. Sus únicas anotaciones las hizo frente a Canadá en el Campeonato de Naciones de la Concacaf de 1977. En total con la selección disputó 38 partidos y marcó en dos ocasiones.

### Participaciones en Copas del Mundo
| Mundial                        | Sede   | Resultado        | Partidos | Goles |
| ------------------------------ | ------ | ---------------- | -------- | ----- |
| Copa Mundial de Fútbol de 1970 | México | Cuartos de final | 4        | 0     |

### Goles en la selección
| Goles con la selección de México | Goles con la selección de México | Goles con la selección de México | Goles con la selección de México | Goles con la selección de México | Goles con la selección de México | Goles con la selección de México | Goles con la selección de México           | Goles con la selección de México |
| Resultados                       | Resultados                       | Resultados                       | Resultados                       | Lugar                            | Estadio                          | Fecha                            | Tipo                                       | Goles                            |
| -------------------------------- | -------------------------------- | -------------------------------- | -------------------------------- | -------------------------------- | -------------------------------- | -------------------------------- | ------------------------------------------ | -------------------------------- |
| México                           | 3                                | 1                                | Canadá                           | Monterrey                        | Estadio Universitario            | 22 de octubre de 1977            | Campeonato de Naciones de la Concacaf 1977 | 2 goles                          |

## Fallecimiento
Con el retiro, Javier Guzmán se integró como entrenador de fuerzas básicas de Cruz Azul y llegó a dirigir en segunda división a Cruz Azul Hidalgo. Comenzó a alejarse del futbol al iniciar su lucha contra la diabetes y en los últimos años evitó las apariciones públicas, salvo en ciertos actos del equipo celeste. En 2006, días antes del Mundial de Alemania, a Guzmán le tuvieron que amputar su pierna derecha a causa de la diabetes progresiva que lo venía aquejando desde hace años, que lo llevó a conducirse en silla de ruedas. Incluso, se le vio varias veces en estas condiciones en el Estadio Azul, a donde de vez en vez lo llevaban sus familiares para observar los partidos como locales del equipo celeste. 
En noviembre de 2009, el exjugador permaneció en terapia intensiva a causa de un infarto.
Javier Guzmán falleció el 14 de agosto de 2014 a causa de dos paro cardiorrespiratorios, alrededor de las 19:00 horas, de camino a Cruz Azul, Hidalgo (antes Jasso), cuando se le trasladaba al hospital de la cooperativa por complicaciones crónicas de la diabetes. Al momento de su fallecimiento, formaba parte Consejo Consultivo de Cruz Azul. Sus restos descansan en el Panteón Francés de la Piedad, ubicado en la Ciudad de México.

## Palmarés

### Campeonatos nacionales
| Título               | Equipo    | País   | Año  |
| -------------------- | --------- | ------ | ---- |
| Primera División     | Cruz Azul | México | 1970 |
| Primera División     | Cruz Azul | México | 1972 |
| Primera División     | Cruz Azul | México | 1973 |
| Primera División     | Cruz Azul | México | 1974 |
| Campeón de Campeones | Cruz Azul | México | 1974 |

### Campeonatos internacionales
| Título                 | Equipo              | Sede      | Año  |
| ---------------------- | ------------------- | --------- | ---- |
| Copa de Campeones      | Cruz Azul           | México    | 1969 |
| Copa de Campeones      | Cruz Azul           | Jasso     | 1970 |
| Copa de Campeones      | Cruz Azul           | México    | 1971 |
| Campeonato de Naciones | Selección de México | Monterrey | 1977 |

### Distinciones individuales
| Distinción                    | Año  |
| ----------------------------- | ---- |
| Salón de la Fama de Cruz Azul | 2005 |